# 德拉区
德拉区 (阿拉伯语：منطقة درعا) 是叙利亚德拉省下辖的一个区，区首府德拉，也是德拉省的省府所在地。该区位于德拉省南部，紧邻叙利亚与约旦边境。北部与同属德拉省的伊兹拉区毗邻，西接库奈特拉省，东邻苏韦达省。